# Ісаєвич Іван Іванович
Ісає́вич Іва́н Іва́нович (нар. 12 березня 1947, с. Обляска (нині частина с. Голятин, Міжгірського району Закарпатської області) — поет, громадський діяч, вчитель математики.

## Біографія
У 1976 році закінчив Дрогобицький педагогічний інститут ім. І.Франка, став учителем математики. 
Працівник освіти з 40-річним стажем (донедавна — директор Хижанської ЗОШ) поет, громадський діяч. Керівник Виноградівського відділення громадської організації Мала Академія Літератури і Журналістики, яка об'єднує юних поетів, прозаїків, журналістів, митців фото і малюнку, авторської пісні та сценічного мистецтва.